# Phys.org
Phys.org — це онлайн-агрегатор новин з науки, досліджень та технології, що пропонує короткі відомості з прес-релізів та звітів від інформаційних агентств (форма журналістики, яку називають чурналістика). Вебсайт також випускає власну наукову журналістику.
Phys.org є одним із найчастіше оновлюваних наукових вебсайтів із в середньому 98 публікаціями на день. Він є частиною мережі вебсайтів Science X зі штаб-квартирою на Острові Мен, Велика Британія.
Персонал сайту складається із 16 осіб, включаючи 11 авторів. Головний редактор — Джон Бенсон, відповідальні редактори: Андрій Зінін та Олександр Пол..